# 格雷斯山修道院
54°22′48″N 1°18′40″W / 54.380120°N 1.311077°W

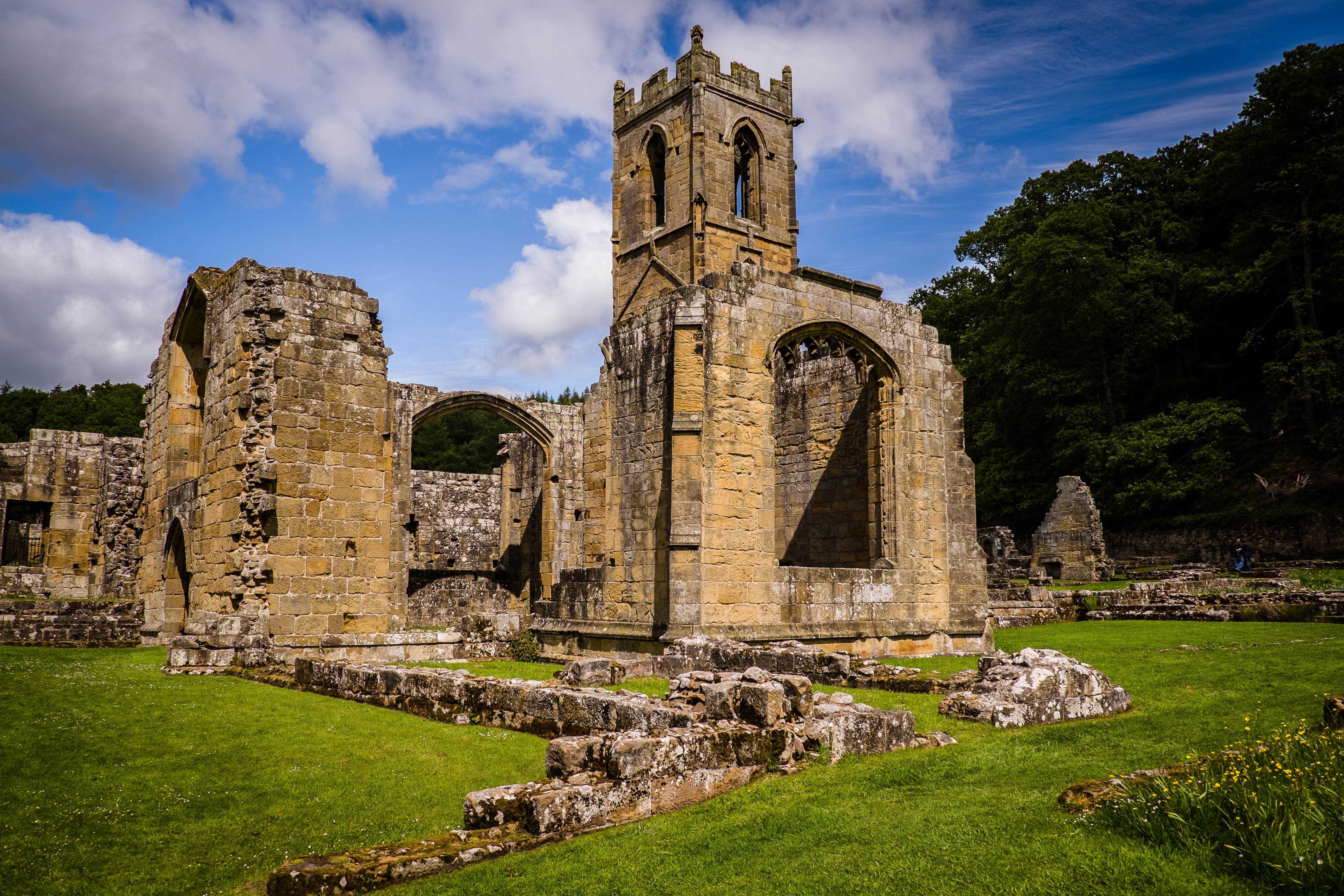

格雷斯山修道院（Mount Grace Priory）是位於英格蘭北約克郡的一座修道院遺跡，地處北約克沼澤國家公園內。該修道院是英格蘭九座加爾都西會修道院之一，也是其中保存狀態最好且最容易到達的修道院。 